# CA-235
La CA-235 es una carretera autonómica de Cantabria perteneciente a la Red Secundaria. Tiene su origen en la glorieta con la N-634 en el núcleo de San Vicente de la Barquera, capital del término municipal del mismo nombre, y su final en el enlace con la autovía A-8, sirviendo de acceso a dicha población desde dicha autovía.
Esta carretera formó parte de la carretera de la Red Local CA-843 siendo posteriormente segregada de la misma.
Todo el recorrido de 1,6 kilómetros de longitud discurre por el término municipal de San Vicente de la Barquera y dentro del ámbito del parque natural de Oyambre. El tramo inicial de la carretera discurre por la orilla occidental de la Ría de San Vicente de la Barquera, cruzando sobre la confluencia de dos arroyos en ella. En la margen opuesta a la ría y en las cercanías de la glorieta, se sitúa la Finca del Convento de San Luis, Bien de Interés Cultural.
La sección de la carretera está compuesta por dos carriles de 3,50 m con arcenes de 1,00 m a cada lado. En los primeros 900 m, el arcén oeste queda sustituido por un paseo peatonal, que finaliza en las cercanías del puente de la antigua carretera S-214-1 denominado del Arna. Se encuentra iluminada en todo su recorrido.

## Actuaciones
Este carretera fue mejorada con las obras de la autopista A-8 en el año 2002 y durante el período de vigencia del III Plan de Carreteras.

## Transportes
En esta carretera no hay paradas de autobús.

## Recorrido y puntos de interés
En este apartado se aporta la información sobre cada una de las intersecciones de la CA-235 así como otras informaciones de interés.
| Esquema      | PK  | Sentido La Acebosa (creciente)       | Sentido La Acebosa (creciente) | Sentido La Acebosa (creciente) | Sentido La Acebosa (creciente)                               | Sentido San Vicente de la Barquera (decreciente) | Sentido San Vicente de la Barquera (decreciente) | Sentido San Vicente de la Barquera (decreciente) | Sentido San Vicente de la Barquera (decreciente) | Incidencias |
| Esquema      | PK  | Velocidad                            | Elemento                       | Salida                         | Salida                                                       | Salida                                           | Salida                                           | Elemento                                         | Velocidad                                        | Incidencias |
| Esquema      | PK  | Velocidad                            | Elemento                       | Dir.                           | Nombre                                                       | Nombre                                           | Dir.                                             | Elemento                                         | Velocidad                                        | Incidencias |
| ------------ | --- | ------------------------------------ | ------------------------------ | ------------------------------ | ------------------------------------------------------------ | ------------------------------------------------ | ------------------------------------------------ | ------------------------------------------------ | ------------------------------------------------ | ----------- |
|              | 0,0 |                                      |                                |                                | CA-235 LA ACEBOSA E-70 A-8 OVIEDO SANTANDER                  | N-634 CABEZÓN DE LA SAL SANTANDER                |                                                  |                                                  |                                                  |             |
| N-634 OVIEDO | 0,0 |                                      |                                |                                | CA-235 LA ACEBOSA E-70 A-8 OVIEDO SANTANDER                  |                                                  |                                                  |                                                  |                                                  |             |
|              | 0,1 |                                      |                                | Antiguo convento de San Luis   | Antiguo convento de San Luis                                 | Antiguo convento de San Luis                     | Antiguo convento de San Luis                     |                                                  |                                                  |             |
|              | 0,1 | SAN VICENTE DE LA BARQUERA           |                                |                                |                                                              |                                                  |                                                  |                                                  |                                                  |             |
|              | 1,6 |                                      |                                |                                | ABAÑO CA-843 LA ACEBOSA E-70 A-8 CABEZÓN DE LA SAL SANTANDER | CA-235 SAN VICENTE DE LA BARQUERA                |                                                  |                                                  |                                                  |             |
|              | 1,6 | E-70 A-8 UNQUERA OVIEDO              |                                |                                |                                                              |                                                  |                                                  |                                                  |                                                  |             |
|              | 1,6 | A-8                                  |                                |                                |                                                              |                                                  |                                                  |                                                  |                                                  |             |
|              | 1,6 |                                      |                                | ABAÑO CA-843 LA ACEBOSA        | CA-235 SAN VICENTE DE LA BARQUERA E-70 A-8 UNQUERA OVIEDO    |                                                  |                                                  |                                                  |                                                  |             |
|              | 1,6 | E-70 A-8 CABEZÓN DE LA SAL SANTANDER |                                |                                |                                                              |                                                  |                                                  |                                                  |                                                  |             |